# Fucker & Sucker
Fucker & Sucker (AFI: 'fɐkəɹ en 'sɐkəɹ), a pair of two double cops, são personagens do programa humorístico Casseta & Planeta, Urgente!.
São uma paródia aos "enlatados" policiais norte-americanos transmitidos pela TV, populares entre os anos 1970 e 1990.
Os atores Johnny De Bruce (Hubert) e Chuck Smegman (Reinaldo) — nomes fictícios e debochados de atores americanos — representam "uma dupla de dois tiras" ("a pair of two double cops" – o slogan exibido na abertura do quadro) do estado norte-americano do Tennessee, dublados por Márcio Simões (o Gênio do desenho Aladdin) e Mauro Ramos (Pumba de O Rei Leão) se envolvendo em problemas-clichês (como tráficos de órgãos musicais) ou na realidade nacional (o carro deles é roubado frequentemente).
O delegado da delegacia em que eles trabalham é um grande consumidor de cocaína e líder do tráfico de drogas, mas a dupla jamais notou isso.

## Personagens
- Fucker: Hubert, dublado por Mauro Ramos.
- Sucker: Reinaldo, dublado por Márcio Simões.
- Delegado: Beto Silva.

## Bordões
- Sucker: Não podemos fazer isso, Fucker. Nós somos presbiterianos...
- Fucker: Oh, fezes, Sucker!
- Fucker: Vamos lá, Sucker! Mexa esse traseiro gordo!